# كرويدون الجنوبية (دائرة انتخابية في المملكة المتحدة)
كرويدون الجنوبية  (بالإنجليزية: Croydon South)‏ هي إحدى الدوائر الانتخابية في المملكة المتحدة الممثلة في مجلس العموم في برلمان المملكة المتحدة.
عضو البرلمان الذي يمثلها حالياً هو :Richard Ottaway (Con).